# Eufidonia quadripunctata
Eufidonia quadripunctata är en fjärilsart som beskrevs av Morrison 1874. Eufidonia quadripunctata ingår i släktet Eufidonia och familjen mätare. Inga underarter finns listade i Catalogue of Life.